# Gränsvärde

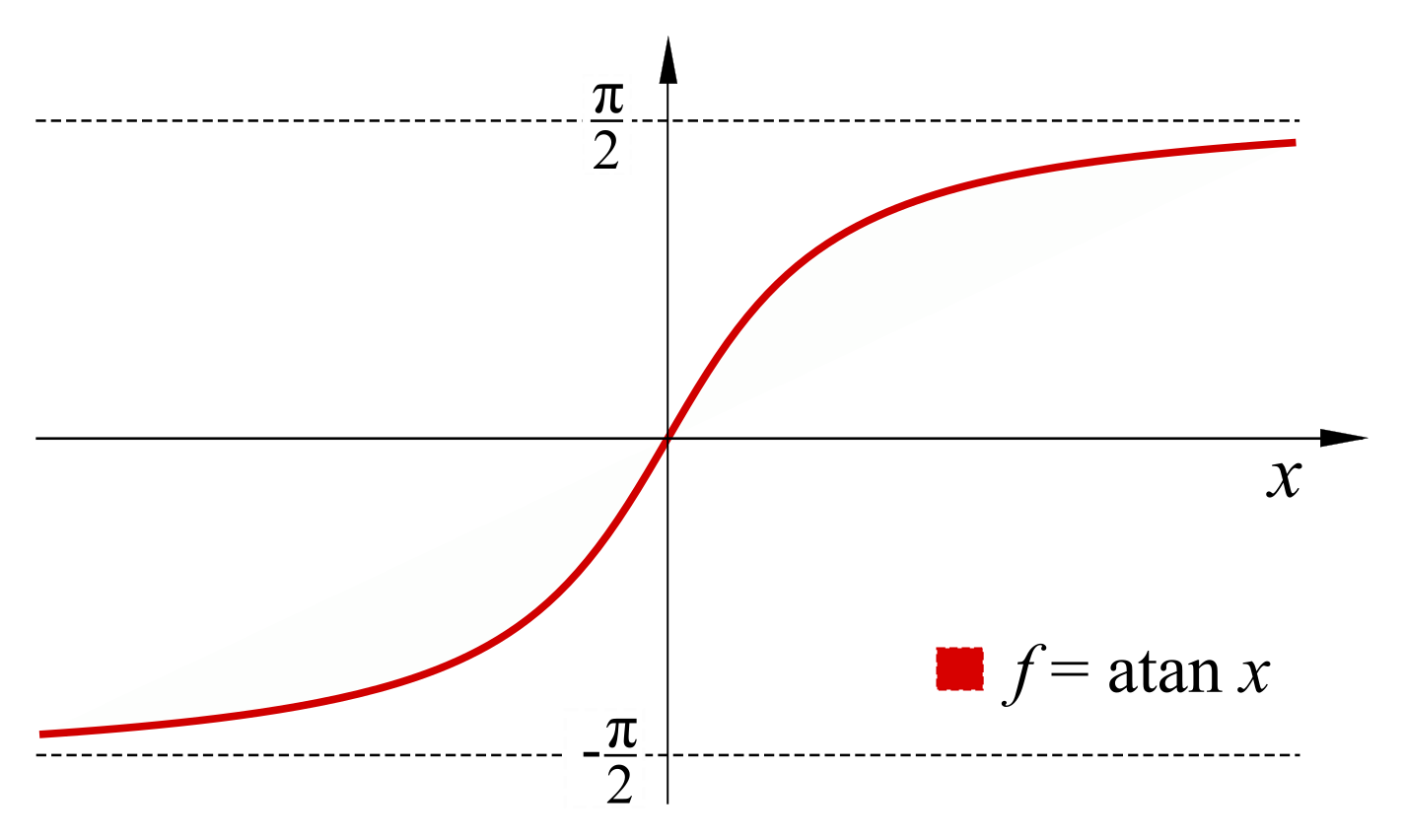
arctan(x) är begränsad till ±π/2

Ett gränsvärde (limes) (matematisk symbol: lim) för en funktion beskriver funktionens värde när dess argument kommer tillräckligt nära en viss punkt eller växer sig oändligt (eller tillräckligt) stora. Gränsvärden används inom matematisk analys, bland annat för att definiera kontinuitet och derivata.
För gränsvärden används notationen
{\displaystyle \lim _{x\rightarrow a}f(x)=A}
alternativt f(x) → A då x → a.
Båda utläses som ”gränsvärdet av f(x) då x går mot a är lika med A” eller ”limes av f(x) …”, alternativt ”f(x) går mot A då x går mot a”, och innebär att när x är "nästan a" kommer f(x) att vara "nästan A".

## Funktioner av en variabel

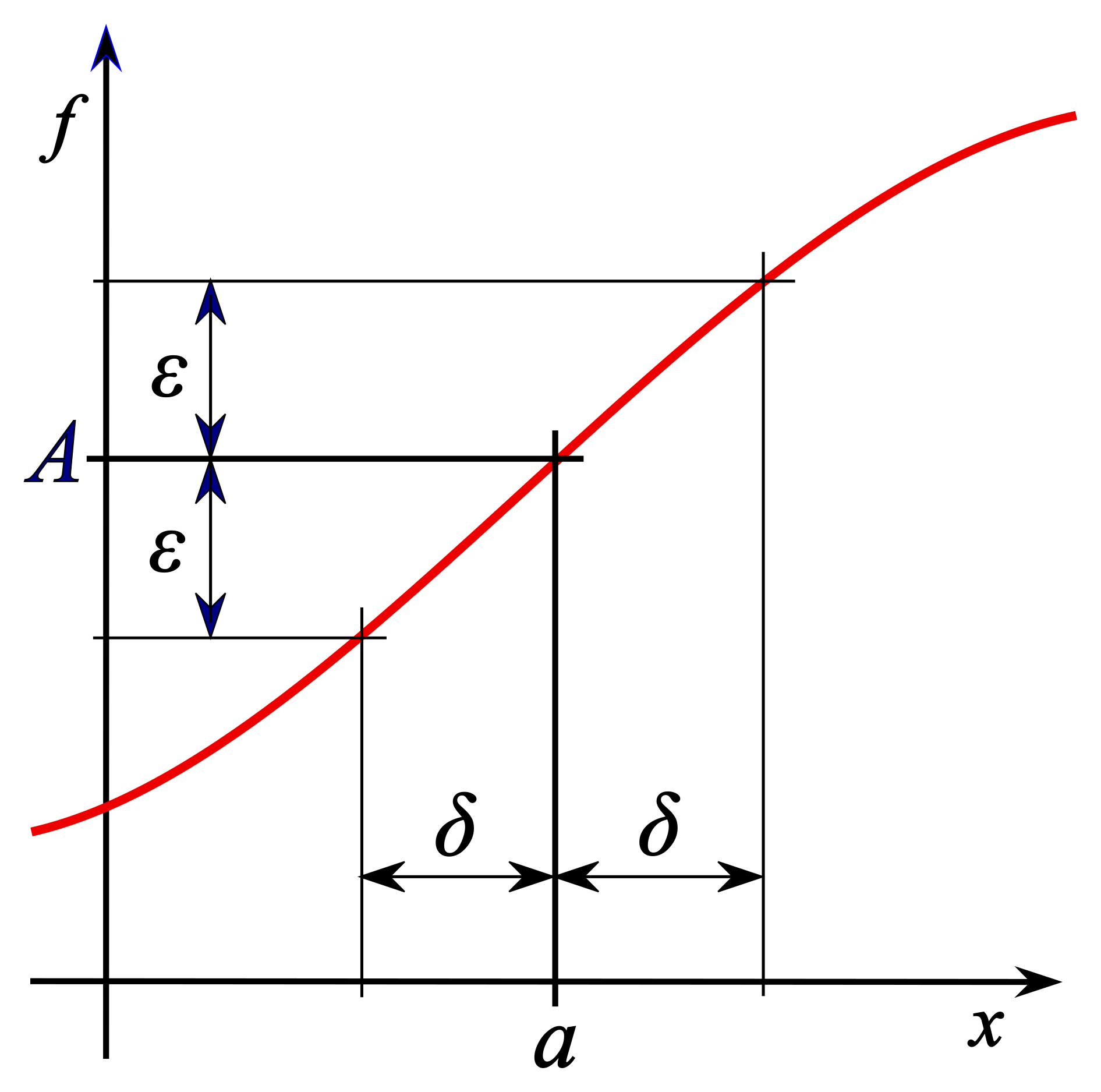
Parametrar för (ε, δ)-definitionen av gränsvärde

Antag att f : R → R är definierad på den  reella tallinjen och att a, A ∈ R. Gränsvärdet av f, då x närmar sig a, är A och skrivs
{\displaystyle \lim _{x\to a}f(x)=A}
om villkoret
För varje reellt ε > 0, existerar ett reellt δ > 0 sådant att för alla reella x, 0 < | x − a | < δ impliceras | f(x) − A | < ε
är uppfyllt. Formellt kan villkoret skrivas
{\displaystyle (\forall \,\varepsilon >0,\,\exists \,\delta >0)\,{\Big (}0<\vert x-a\vert <\delta \,\,\Rightarrow \,\,\vert f(x)-A\vert <\varepsilon {\Big )}}
Gränsvärdet beror inte av värdet av f(a), eller ens av att a tillhör f:s definitionsmängd.
Mer generella definitioner är tillämpbara på delmängder av den reella linjen.
Låt (a, b) vara ett öppet intervall i R och låt p vara en punkt som tillhör (a, b).  Låt f vara en reellvärd  funktion definierad på alla (a, b) utom möjligen p själv.  Det sägs då att gränsvärdet av f, då x närmar sig p, är A om, för varje reellt ε > 0, det existerar ett reellt δ > 0 sådant att 0 < | x − p | < δ där x ∈ (a, b) implicerar | f(x) − A | < ε.
Även här beror inte gränsvärdet av att f(p) är väldefinierad. Om till exempel
{\displaystyle f(x)={\frac {x^{2}-1}{x-1}}}
är f(1) odefinierad, men om x närmar sig 1 tillräckligt mycket, kommer f(x) att närma sig 2:
| f(0.9) | f(0.99) | f(0.999) | f(1.0)      | f(1.001) | f(1.01) | f(1.1) |
| 1.900  | 1.990   | 1.999    | odefinierad | 2.001    | 2.010   | 2.100  |
En tabell likt den ovan är egentligen inget bevis, men i det här fallet indikerar den sanningen: man kan på ett mer mer rigoröst sätt visa att f(x) kan närma sig 2 obegränsat genom att x obegränsat närmar sig 1. Med andra ord är
{\displaystyle \lim _{x\to 1}{\frac {x^{2}-1}{x-1}}=2}
vilket enkelt inses om täljaren faktoriseras.

### Epsilon-delta-definitionen

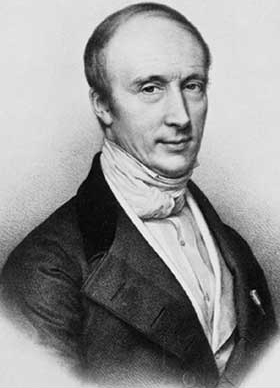
Cauchy omkring 1840

Augustin Louis Cauchy, följd av Karl Weierstrass, formaliserade 1821 definitionen av en funktions gränsvärde, vilken under 1800-talet blev känd som (ε, δ)-definitionen för gränsvärden.
Definitionen använder ε för att representera ett litet positivt tal, så att "f(x) kommer godtyckligt nära  A" vilket betyder att f(x) eventuellt ligger i intervallet (A − ε, A + ε). Frasen ”när x närmar sig c" refererar till värden av x vars avstånd till c är mindre än ett visst tal δ:
{\displaystyle c-\delta <x<c+\delta }

#### Räkneexempel
Ett exempel på tillämpning av (ε, δ)-definitionen är ett bevis för att varje linjär funktion
{\displaystyle f(x)=a\,x+b\quad (a,b)\in \mathrm {R} ,a\neq 0}
är kontinuerlig i varje punkt.
Vad som skall visas är att för varje ε > 0 finns ett δ > 0 sådant att
när  {\displaystyle 0<|x-x_{0}|<\delta }  så är  {\displaystyle |f(x)-f(x_{0})|<\epsilon }.
Vi har 
{\displaystyle |f(x)-f(x_{0})|=|a\,x+b-(a\,x_{0}+b)|=|a\,x-a\,x_{0}|=|a||x-x_{0}|}.
Det är tydligt att
om  {\displaystyle |x-x_{0}|<{\frac {\epsilon }{|a|}}}  så är  {\displaystyle |f(x)-f(x_{0})|<|a|{\frac {\epsilon }{|a|}}=\epsilon }.
Därmed uppfyller
 {\displaystyle \delta ={\frac {\epsilon }{|a|}}} 
kravet för alla ε > 0.

## Funktioner av flera variabler

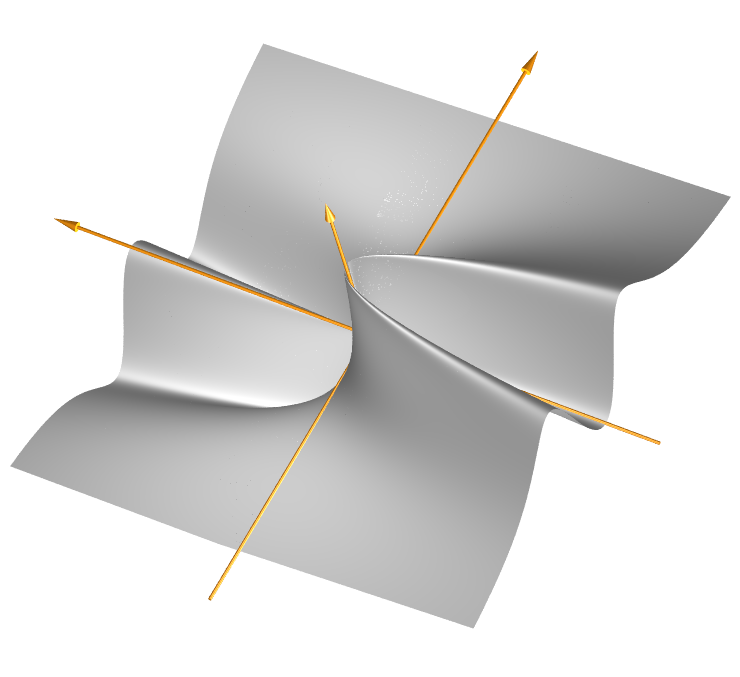

Genom att intervallet |x − p| representerar ett avstånd, kan definitionen av gränsvärden för funktioner av en variabel utsträckas till funktioner av flera variabler. 
I fallet med en funktion f :  R2 → R, existerar gränsvärdet
{\displaystyle \lim _{(x,y)\to (p,q)}f(x,y)=A}
om det för varje ε > 0 existerar ett δ > 0 sådant att för alla
(x, y) med 0 < ||(x, y) − (p, q)|| < δ, är |f(x, y) − A| < ε
där ||(x, y) − (p, q)|| representerar det euklidiska avståndet.
Förfarandet kan utökas till godtyckligt antal variabler.

## Gränsvärden och oändligheter

### Gränsvärden vid oändligheten

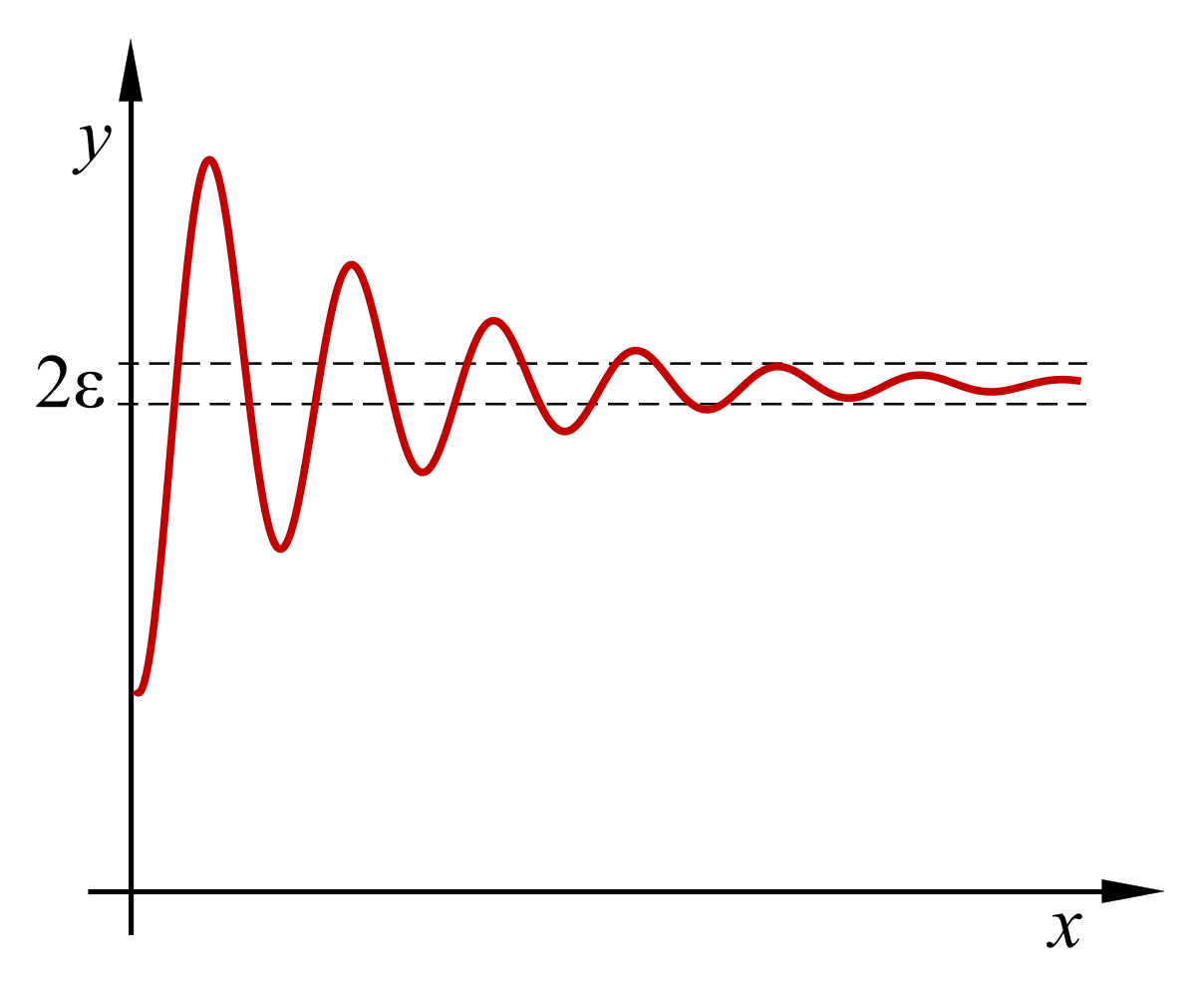
Funktionens gränsvärde existerar vid oändligheten.

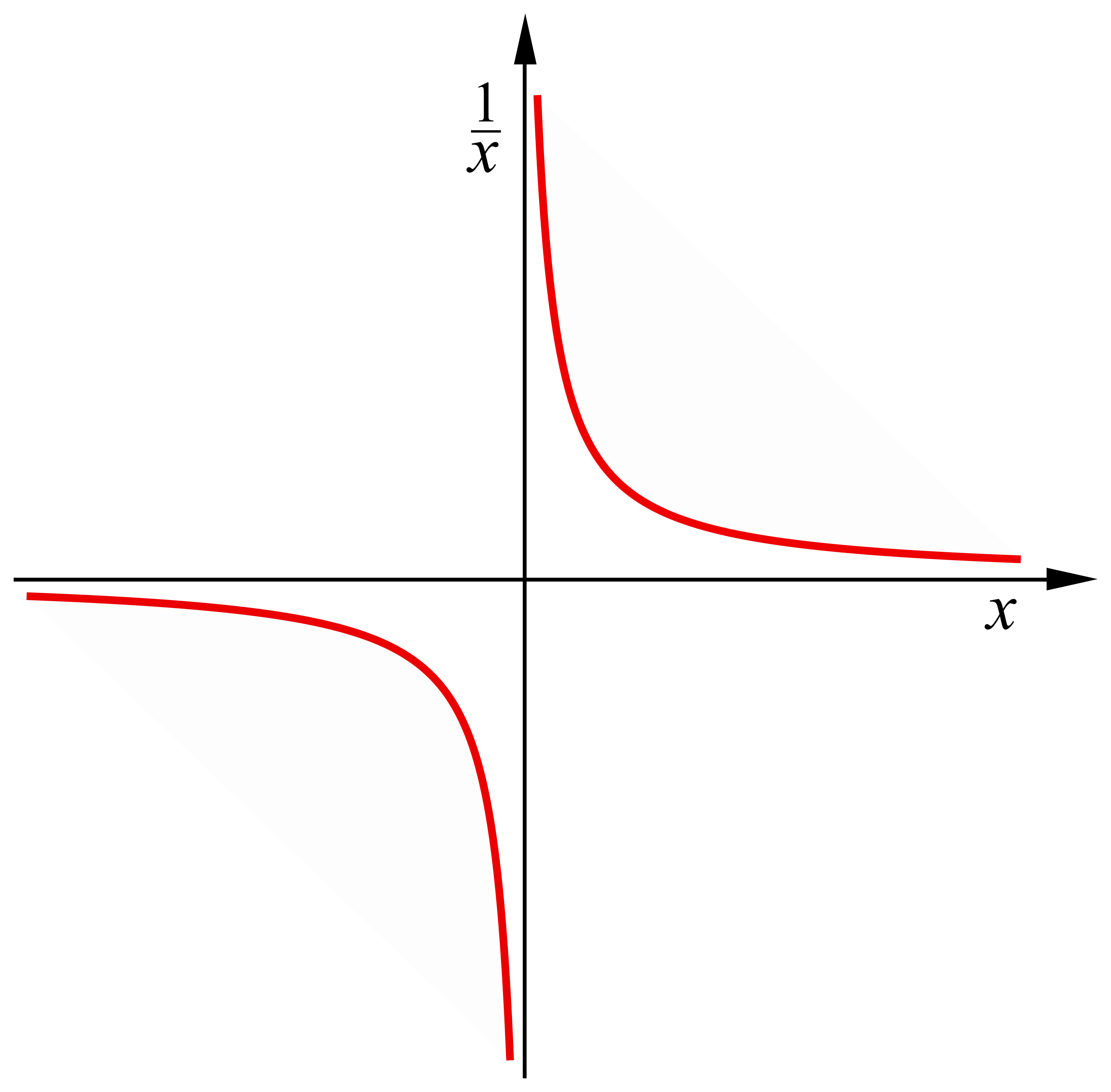
Oändliga gränsvärden för 1/x i en omgivning till 0

För den reella funktionen f(x) , betecknas "gränsvärdet av f då x går mot oändligheten är A"
{\displaystyle \lim _{x\to \infty }f(x)=A}
vilket betyder att för alla {\displaystyle \varepsilon >0}, existerar ett a sådant att
{\displaystyle |f(x)-A|<\varepsilon }
när x > a. Eller, symboliskt:
{\displaystyle \forall \varepsilon >0\;\exists a\;\forall x>a:\;|f(x)-A|<\varepsilon }
På liknande sätt betecknas "gränsvärdet av f då x går mot negativa oändligheten är A"
{\displaystyle \lim _{x\to -\infty }f(x)=A}
vilket betyder att för alla {\displaystyle \varepsilon >0} existerar ett a sådant att {\displaystyle |f(x)-A|<\varepsilon } närhelst x < a. Eller i symbolisk form:
{\displaystyle \forall \varepsilon >0\;\exists a\;\forall x<a:\;|f(x)-A|<\varepsilon }
Exempelvis är
{\displaystyle \lim _{x\to -\infty }e^{x}=0}

### Oändliga gränsvärden
Gränsvärden kan också anta oändliga värden (dessa kallas oftast oegentliga gränsvärden). Till  exempel betecknas "gränsvärdet av f då x går mot oändligheten"
{\displaystyle \lim _{x\to a}f(x)=\infty }
vilket betyder att för alla {\displaystyle \varepsilon >0} existerar ett {\displaystyle \delta >0} sådant att {\displaystyle f(x)>\varepsilon } när {\displaystyle |x-a|<\delta }.

## Ensidiga gränsvärden

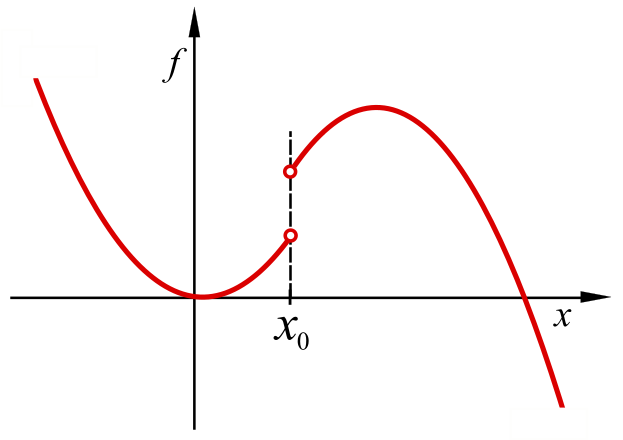
Gränsvärdena då x → x_{0}^{+} respektive x → x_{0}^{−} är olika. Därför existerar inte gränsvärdet för x → x_{0}

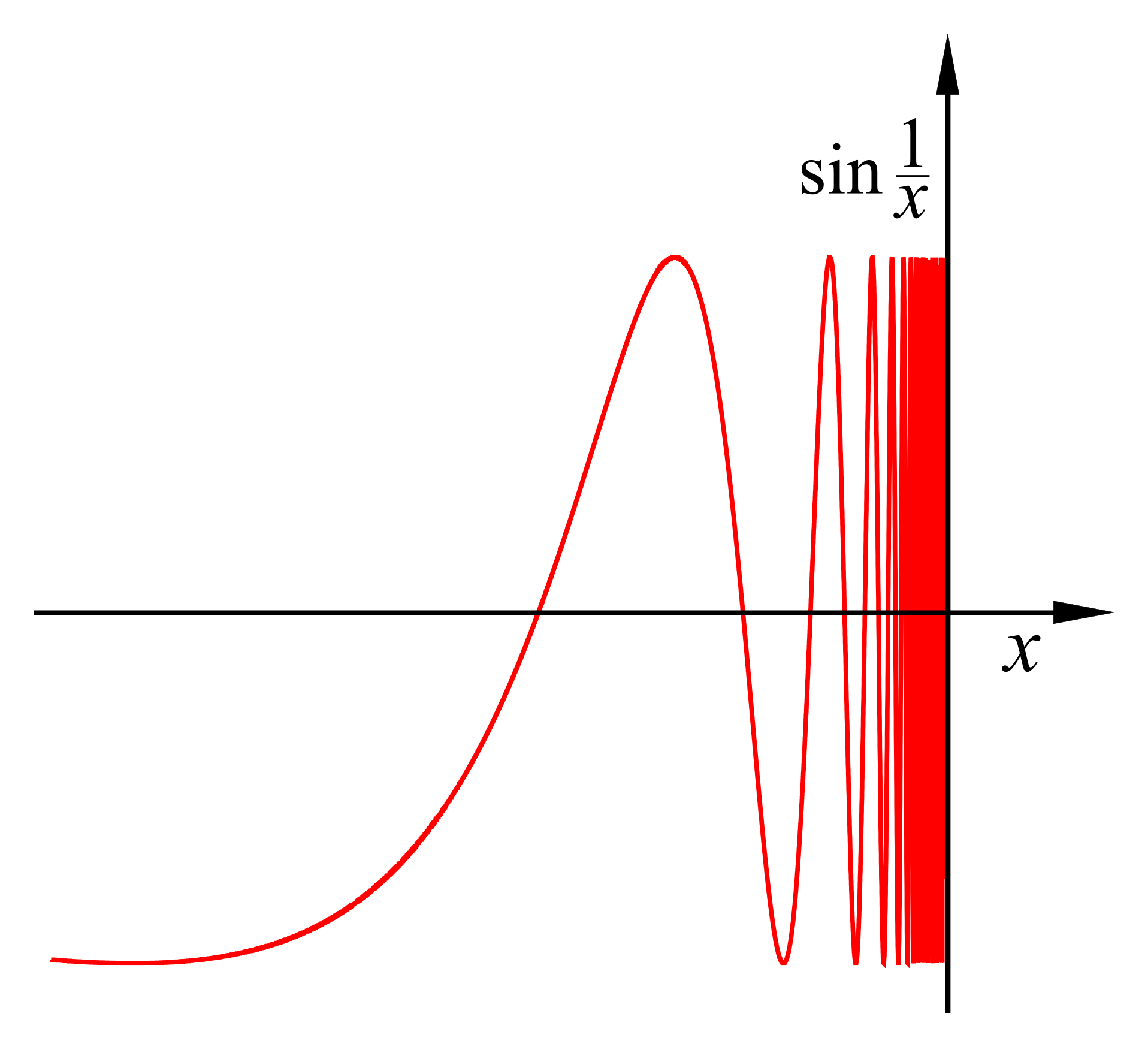
Funktionen sin 1/x saknar gränsvärde då x → 0^{−}

En funktion kan i en given punkt ha två skilda gränsvärden; ett vänstergränsvärde då x närmar sig punkten ”från vänster” genom ökande värden och ett högergränsvärde då x närmar sig punkten "från höger" genom minskande värden.
De två gränsvärdena för en reell funktion f(x) av en reell variabel x betecknas med endera av
{\displaystyle \lim _{x\to a^{+}}f(x),\quad \lim _{x\downarrow a}\,f(x),\quad \lim _{x\searrow a}\,f(x),\quad \lim _{x{\underset {>}{\to }}a}f(x)}
när x är minskande, eller med endera av
{\displaystyle \lim _{x\to a^{-}}f(x),\quad \lim _{x\uparrow a}\,f(x),\quad \lim _{x\nearrow a}\,f(x),\quad \lim _{x{\underset {<}{\to }}a}f(x)}
när x är ökande.
De två ensidiga gränsvärdena existerar och är lika om gränsvärdet till f(x) existerar när x närmar sig a.
I vissa fall när gränsvärdet
{\displaystyle \lim _{x\to a}f(x)\,}
inte existerar, kan höger- och vänstergränsvärden ändå existera.
Högergränsvärdet kan rigoröst definieras enligt
{\displaystyle \forall \varepsilon >0\;\exists \delta >0\;\forall x\in I\;(0<x-a<\delta \Rightarrow |f(x)-A|<\varepsilon )}
och vänstergränsvärdet som
{\displaystyle \forall \varepsilon >0\;\exists \delta >0\;\forall x\in I\;(0<a-x<\delta \Rightarrow |f(x)-A|<\varepsilon )}
där I representerar något intervall i f:s definitionsmängd.

### Exempel

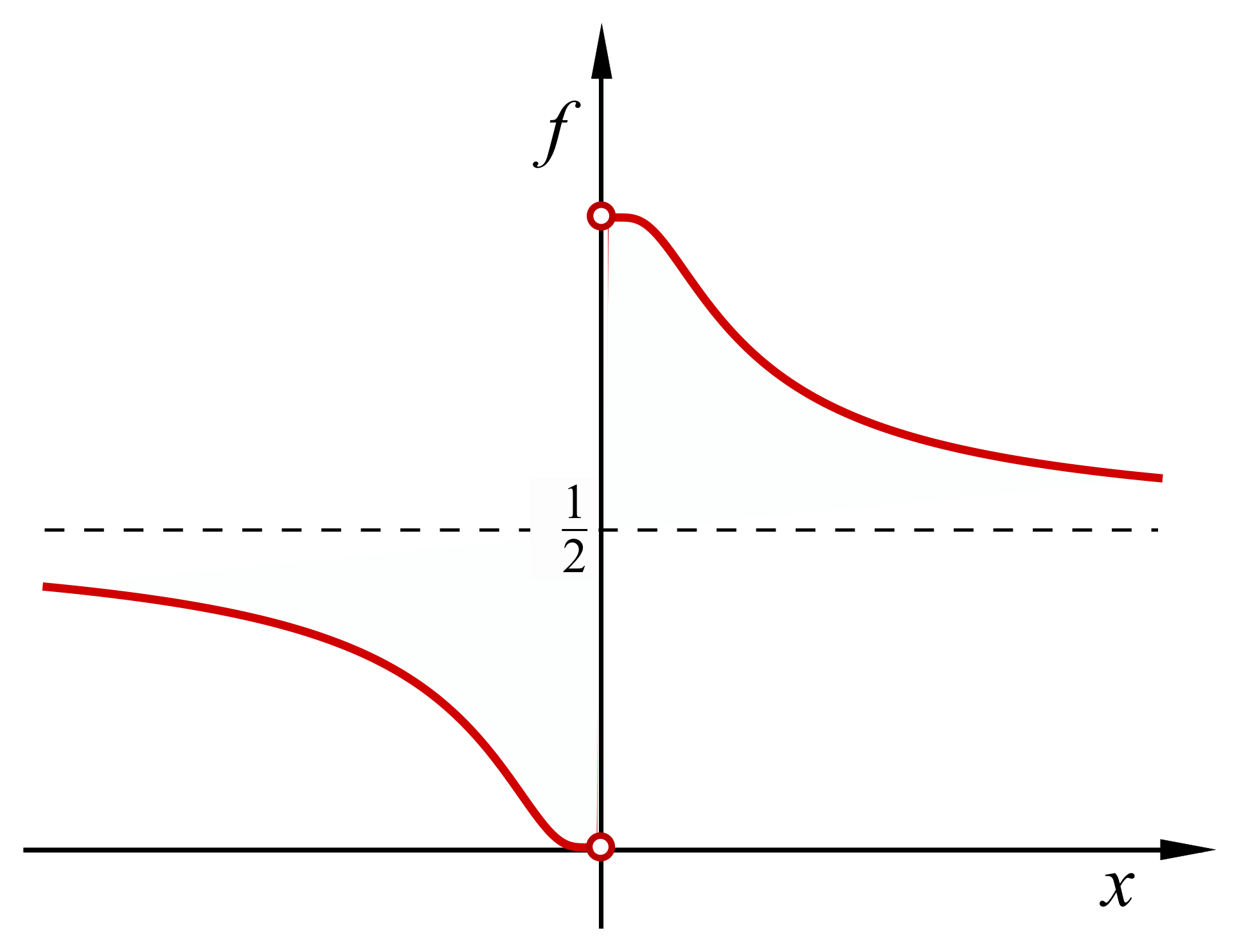

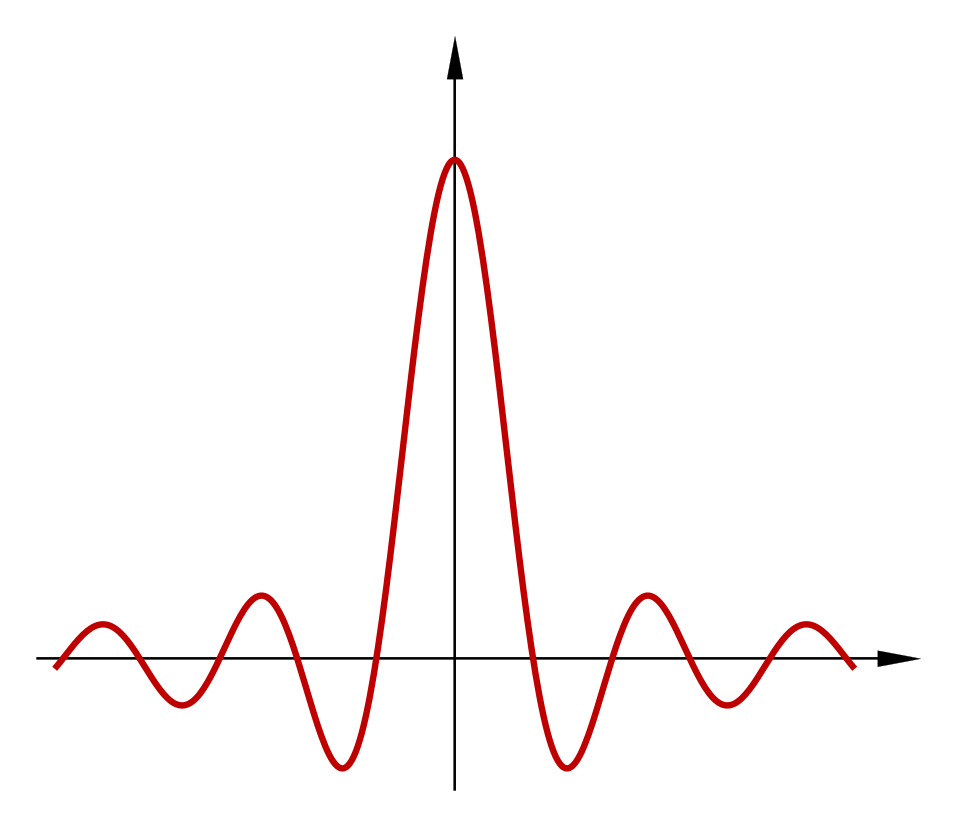

Ett exempel på en funktion som har olika höger- och vänstergränsvärden är
{\displaystyle \lim _{x\to 0^{+}}{1 \over 1+2^{-1/x}}=1}
medan däremot
{\displaystyle \lim _{x\to 0^{-}}{1 \over 1+2^{-1/x}}=0}

## Standardgränsvärden
Vissa gränsvärden är särskilt användbara för att bland annat beräkna andra gränsvärden och brukar refereras till som standardgränsvärden, vilka dock inte utgör någon entydigt bestämd grupp. Ett beräkningsuttryck för ett okänt gränsvärde transformeras, om möjligt, så att gränsvärdesdelarna reduceras till ett eller flera standardgränsvärden varefter det sökta gränsvärdet enkelt kan beräknas. En lista över några sådana användbara gränsvärden:
- {\displaystyle \lim _{x\to 0}{\frac {\sin x}{x}}=1}

- {\displaystyle \lim _{x\to 0}{\frac {\ln(1+x)}{x}}=1}

- {\displaystyle \lim _{x\to 0}{\frac {e^{x}-1}{x}}=1}

- {\displaystyle \lim _{n\to \infty }{\frac {n^{a}}{b^{n}}}=0\quad b>1}

- {\displaystyle \lim _{n\to \infty }{\frac {a^{n}}{n!}}=0}

- {\displaystyle \lim _{x\to \infty }\left(1+{\frac {z}{x}}\right)^{x}=e^{z}}

- Stirlings formel:

{\displaystyle \lim _{n\rightarrow \infty }{n! \over {\sqrt {2\pi n}}\;\left({\frac {n}{e}}\right)^{n}}=1}

### Exempel på användning av standardgränsvärde
Beräkning av
{\displaystyle \lim _{x\to 0}{\frac {\sin 5x}{7x}}}
Direkt substitution ger det obestämda uttrycket {\displaystyle \left[{\frac {0}{0}}\right]}. Gör istället substitutionen
{\displaystyle t=5x\ \rightarrow x={\cfrac {t}{5}}\quad \Rightarrow }
{\displaystyle \lim _{t\to 0}{\frac {\sin t}{7\cdot {\cfrac {t}{5}}}}={\frac {5}{7}}\cdot \lim _{t\to 0}{\frac {\sin t}{t}}={\frac {5}{7}}\cdot 1={\frac {5}{7}}}
där standardgränsvärdet
{\displaystyle \lim _{t\to 0}{\frac {\sin t}{t}}=1}
använts.